# London Critics Circle Film Award all'attore dell'anno

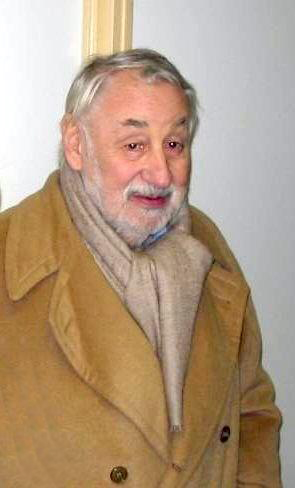
Philippe Noiret è stato il primo vincitore del premio

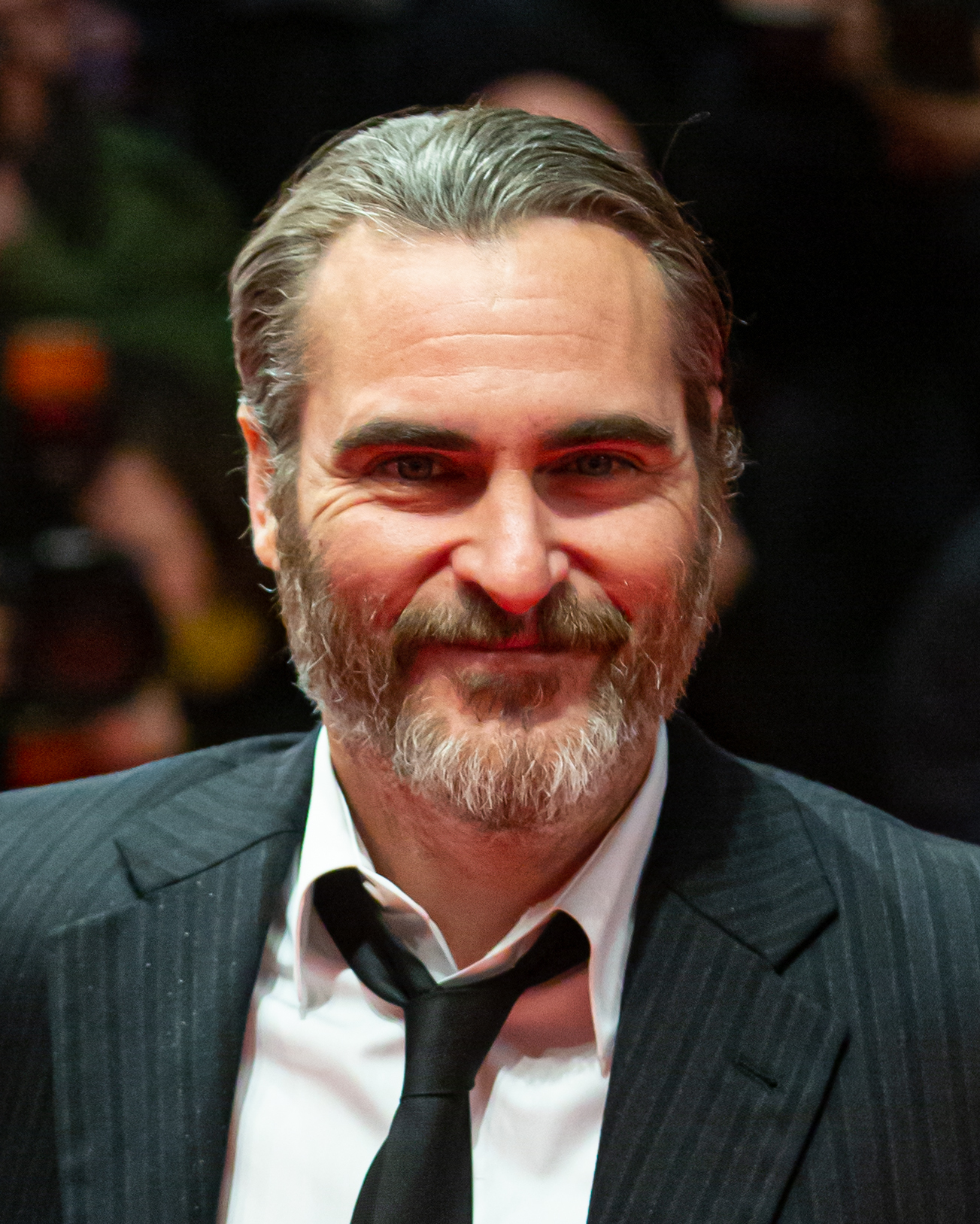
Joaquin Phoenix è l'unico attore ad avere vinto il premio due volte

Il London Critics Circle Film Award all'attore dell'anno (London Film Critics' Circle Award for Actor of the Year) è un premio cinematografico assegnato dal 1990 nell'ambito dei London Critics Circle Film Awards.

## Albo d'oro

### Anni 1990
- 1990: Philippe Noiret - Nuovo cinema Paradiso
- 1991: Gérard Depardieu - Cyrano de Bergerac
- 1992: Robert Downey Jr. - Charlot (Chaplin)
- 1993: Anthony Hopkins - Quel che resta del giorno (The Remains of the Day)
- 1994: John Travolta - Pulp Fiction
- 1995: Johnny Depp - Ed Wood e Don Juan De Marco - Maestro d'amore (Don Juan De Marco)
- 1996: Morgan Freeman - Seven
- 1997: Geoffrey Rush - Shine
- 1998: Jack Nicholson - Qualcosa è cambiato (As Good as It Gets)
- 1999: Kevin Spacey - American Beauty

### Anni 2000
- 2000: Russell Crowe - Il gladiatore (Gladiator)
- 2001: Billy Bob Thornton - L'uomo che non c'era (The Man Who Wasn't There)
- 2002: Michael Caine - The Quiet American
- 2003: Sean Penn - Mystic River
- 2004: Jamie Foxx - Ray
- 2005: Bruno Ganz - La caduta - Gli ultimi giorni di Hitler (Der Untergang)
- 2006: Forest Whitaker - L'ultimo re di Scozia (The Last King of Scotland)
- 2007: Daniel Day-Lewis - Il petroliere (There Will Be Blood)
- 2008: Mickey Rourke - The Wrestler
- 2009: Christoph Waltz - Bastardi senza gloria (Inglourious Basterds)

### Anni 2010
- 2010: Colin Firth - Il discorso del re (The King's Speech)
- 2011: Jean Dujardin - The Artist
- 2012: Joaquin Phoenix - The Master
- 2013: Chiwetel Ejiofor - 12 anni schiavo (12 Years a Slave)
- 2014: Michael Keaton - Birdman
- 2015: Tom Courtenay - 45 anni (45 Years)
- 2016: Casey Affleck - Manchester by the Sea
- 2017: Timothée Chalamet - Chiamami col tuo nome (Call Me by Your Name)
- 2018: Ethan Hawke - First Reformed - La creazione a rischio (First Reformed)
- 2019: Joaquin Phoenix - Joker

### Anni 2020
- 2020: Chadwick Boseman - Ma Rainey's Black Bottom
- 2021: Benedict Cumberbatch - Il potere del cane (The Power of the Dog)
- 2022: Colin Farrell - Gli spiriti dell'isola (The Banshees of Inisherin)
- 2023: Andrew Scott - Estranei (All of Us Strangers)
- 2024: Ralph Fiennes - Conclave